# رضا صفایی (بازیکن والیبال)
رضا صفایی (زاده ۶ تیرماه ۱۳۶۹) در شهرستان کوهدشت والیبالیست ایرانی است.

## فعالیت ورزشی
رضا صفایی والیبال را از سال ۱۳۷۹ شروع کرد. او ابتدا جذب کشتی شد، اما بعدها کشتی را کنار گذاشت و به والیبال روی آورد. پس از گذشت شش ماه، برای مسابقات قهرمان کشوری انتخاب شد و در آن مسابقات به دلیل ارائه بازی‌های قابل قبول نظرها را به خود جلب کرد و در این میان ایوان بوگانیکوف ملقب به گاگاری، مربی روسی نیز به بازی او علاقه‌مند شد.

پس از مدتی به اردوی تیم ملی دعوت شد و از بین ۱۰۰ بازیکن منتخب توانست جزو ۱۷ بازیکن نخست قرار گیرد. مدتی بعد به تیم ملی والیبال جوانان ایران نیز دعوت شد که آن زمان مصطفی کارخانه هدایت تیم ملی ایران را بر عهده داشت. او با تیم ملی جوانان در مسابقات هند شرکت کرد و سپس در مسابقات دانشجویان جهان در کشور ترکیه مقام نخست مسابقات را کسب کرد.

## باشگاهی
صفایی نخستین بار در سال ۱۳۸۵ به تیم دسته یک تربیت بدنی لرستان پیوست و موفقیت‌های او باعث شد به تیم لیزینگ پارچین برود. صفایی در سال ۱۳۸۶ به تیم استیل آذین تهران پیوست که موفقیت چشم‌گیری داشت و پس از آن در سال ۱۳۸۷ به گل گهر سیرجان پیوست و سپس در سال ۱۳۸۸ راهی تیم پتروشیمی بندر امام شد. وی در سال ۱۳۸۹ به تیم برق کرمان پیوست و به همراه این تیم چهار بازی نخست انجام دادند که در هر چهار مسابقه پیروز شدند اما به دلیل مشکلات مالی باشگاه برق کرمان، سایپا خواستار سریع انتقال وی از برق کرمان به سایپا شد. در آن سال تیم سایپا توانست مقام نایب قهرمانی لیگ برتر را به نام خود کند. پس از پایان لیگ تیم پیکان تهران که مقام نخست مسابقات لیگ برتر را کسب کرده بود خواستار جذب او به تیم پیکان شد. وی با تیم پیکان به مسابقات آسیایی راه پیدا کرد و توانست مقام نخست مسابقات و مقام پنجم باشگاه‌های جهان را کسب کند.

رضا صفایی در شهریور ماه ۱۳۹۱ با قراردادی یکساله به آلومینیوم المهدی پیوست و در سال ۱۳۹۲ مجدداً با این تیم قرار داد خود را تمدید کرد؛ و بعد از آن عازم پیکان شد و در سال ۱۳۹۳ با پیکان موفق به کسب مقام قهرمانی در لیگ برتر شد و به همراه تیم راهی مسابقات جام باشگاه‌های آسیا شد و موفق به کسب عنوان نایب قهرمانی شد.
صفایی در سال ۱۳۹۴ نیز تیم پیکان را در رقابت‌های لیگ برتر همراهی کرد و به همراه این تیم در مسابقات جام باشگاه‌های جهان به میزبانی برزیل به مقام چهارم رسید.
پشت خط زن تیم ملی در سال ۱۳۹۵ به دلیل عمل جراحی زانو به مدت یک فصل از میادین دور بود.
صفایی در سال ۱۳۹۶ به تیم سارویه ساری رفت و در نیم فصل لیگ برتر به کاله پیوست و با درخشش خود برای یک فصل دیگر با این تیم قرارداد خود را تمدید کرد. صفایی در پایان مسابقات لیگ ۱۳۹۷ با انتخاب مردم آمل عنوان محبوب‌ترین والیبالیست سال را از آن خود کرد.
وی در سال ۱۳۹۸ به تیم سایپا پیوست که به دلیل شیوع ویروس کرونا مسابقات ناتمام باقی ماند.

## ملی
در اواخر فروردین ماه ۱۳۹۱ در حالی که در اردوی تیم ملی بزرگسالان به سر می‌برد سر تمرین لخته خونی در دست او پیدا شد که خولیو ولاسکو پس از مشاهده چنین لخته‌ای سریع او را به بیمارستان منتقل کردند و سپس طی یک جراحی به عرصه والیبال بازگشت.
رضا صفایی در سال ۱۳۸۶ در مسابقات قهرمانی نوجوانان جهان در کشور مالزی به مقام قهرمانی رسید. وی در سال ۱۳۸۸ به همراه تیم ملی جوانان در رقابت قهرمانی جهان به میزبانی کشور هندوستان به مقام پنجمی رسید.
وی در سال ۱۳۸۹ در مسابقات ارتش‌های جهان به مقام قهرمانی رسید.
صفایی در سال ۱۳۹۰ در مسابقات المپیک دانشجویان جهان در کشور چین در مرحله یک‌هشتم به دلایل عدم رویارویی با رژیم اشغالگر قدس از ادامه مسابقات کناره‌گیری کردند.
پشت خط زن تیم ملی بزرگسالان در سال ۱۳۹۱ در بازی‌های کشورهای اسلامی به میزبانی اندونزی به مقام قهرمانی رسید.
صفایی در سال ۱۳۹۳ در چارچوب رقابت‌های AVC CUP به میزبانی قزاقستان در کنار تیم ملی والیبال بزرگسالان به مقام چهارمی رسید.
رضا صفایی به همراه تیم ملی والیبال بزرگسالان در سال ۱۳۹۴ در رقابت‌های قهرمانی مردان آسیا به عنوان نایب قهرمانی دست یافت.

## افتخارات
- مقام نخست مسابقات دانشجویان جهان ترکیه
- نایب قهرمانی لیگ برتر والیبال همراه با سایپا
- مقام پنجم باشگاه‌های جهان همراه با پیکان
- قهرمانی باشگاه‌های آسیا همراه با پیکان
- قهرمانی مسابقات کشورهای اسلامی
- قهرمانی در تورنومنت چند جانبه قطر
- مقام چهارم جام ای وی سی کاپ
- قهرمانی لیگ برتر همراه با پیکان
- نایب قهرمانی والیبال قهرمانی آسیا
- مقام سوم لیگ برتر همراه با کاله
- مقام دوم لیگ برتر همراه با پیکان